# Procédure civile en France
Pour les autres articles nationaux ou selon les autres juridictions, voir procédure civile.
Ne doit pas être confondu avec Procédure pénale en France ou Procédures civiles d'exécution en France.
 (mai 2021).
La procédure civile, aussi appelée droit judiciaire privé, est la branche du droit français qui régit les actions en justice devant les juridictions de l'ordre judiciaire en matière civile, commerciale et sociale. Ces règles définissent notamment :
- la qualité d'une personne pour agir en justice ;
- la compétence des juridictions ;
- les formalités à respecter pour conduire un procès ;
- les sanctions en procédure civile[1] ;
- les voies d'exécution et de recours contre les décisions rendues ;
- et les méthodes alternatives à la justice étatique de règlement des conflits (médiation, conciliation et arbitrage).

Les règles de procédure civile sont codifiées dans le Code de procédure civile (sauf en matière de droit du travail où c'est le Code du travail qui fixe les règles), complété par la jurisprudence de la Cour de cassation. La Convention européenne des droits de l'Homme et la jurisprudence de la Cour européenne des droits de l'Homme sur le droit au procès équitable exercent une influence grandissante sur le droit processuel français, tant en matière civile, administrative et pénale. Enfin, le droit français de la procédure civile est complété par le droit communautaire en matière de reconnaissance et d'exécution des décisions judiciaires et des sentences arbitrales.

## Histoire de la procédure civile
Le droit romain formule les bases de la procédure civile.
Lamoignon, premier président du Parlement de Paris, et Pussort, proche de Colbert, préparent l'ordonnance civile d'avril 1667,.
Les révolutionnaires souhaitent s'émanciper de l'ordonnance de 1667 : ils sont à la recherche d'une procédure « plus simple, plus expéditive et moins coûteuse ». Entre 1789 et 1796, les révolutionnaires essayent les méthodes de l'arbitrage volontaire (jusqu'en 1793), puis forcé (jusqu'en 1796), avant de revenir à l'arbitrage volontaire et l'ordonnance de 1667.
Napoléon charge Pigeau, expert de l'ordonnance civile de 1667, de rédiger un projet de Code de procédure civile reprenant l'ordonnance civile de l'Ancien régime. Le premier code français de procédure civile entre en vigueur le 1er janvier 1807. Ce code est jugé par les magistrats comme trop descriptif, oubliant l'aspect théorique de la matière comme l'organisation judiciaire qui n'est pas abordée.
Le « Nouveau code de procédure civile » le remplace le 1er janvier 1976. L'office du juge (sa place dans le procès) est alors renouvelé. Toutefois, les évolutions législatives et jurisprudentielles le remettent en question. Il faut attendre 2007 pour que la réforme de la procédure soit totale donnant lieu au Code de procédure civile actuel.
La procédure civile connaît un nombre important de réformes, la doctrine parlant de « petit noël du procédurier ».

## Principes fondamentaux
Le Code de procédure civile et la jurisprudence énoncent des principes fondamentaux ou principes directeurs dans la conduite d'un procès civil qui s'imposent aux parties, lesquelles doivent conduire le procès et en fixer l'objet dans le respect du principe de contradiction.

### Conduite du procès par les parties
L'instance est la saisine des juridictions par les parties pour juger d'une affaire. Elle résulte d'une action en justice. En procédure civile, l'instance est introduite et conduite par les parties qui en conservent le contrôle jusqu'à la fin de l'instance suivant le principe d'impulsion. Seules les parties peuvent initier un procès civil, sauf exceptions légales dans lesquelles le juge peut se saisir d'office d'une affaire (par exemple, pour l'ouverture de la tutelle d'un mineur ou l'ouverture d'une procédure de redressement ou de liquidation judiciaire).
Les parties ont également le pouvoir de mettre fin à l'instance en renonçant au procès qu'elles ont initié, dans les matières dont elles disposent librement de leurs droits, par voie de transaction, de désistement ou d'acquiescement. Le juge peut toutefois mettre un terme à une instance en cas de défaut de diligence des parties, en radiant l'affaire du rôle (registre) de la juridiction.
Selon le principe dispositif, le Code de procédure civile impose aux parties de conduire l'instance en accomplissant les actes de procédure nécessaires en respectant les délais et les formes prescrites, d'alléguer les faits relatifs à leurs demandes et de produire les preuves nécessaires. Le juge ne peut suppléer la carence des parties dans la conduite de l'instance, mais il peut ordonner des mesures d'instruction, y compris d'office, et exiger la production d'un élément de preuve détenu par une partie. Cependant, le juge conserve le contrôle du calendrier de procédure.

### Délimitation de l'objet du litige
Les parties au procès fixent l'objet du litige par leurs prétentions en fait, dans l'acte introductif d'instance et les conclusions en défense. Elles délimitent l'office du juge par les qualifications juridiques et les points de droit. Les parties peuvent modifier l'objet du litige de manière limitée, par le biais de demandes incidentes additionnelles ou reconventionnelles, à condition que ces demandes se rattachent à la demande initiale par un lien suffisant,. Le juge doit se prononcer sur l'ensemble des points dont il est saisi (omnia petita), à peine de commettre un déni de justice. Il ne doit accorder que ce qui est demandé. Le juge ne peut statuer au delà des demandes (ultra petita et extra petita). En cas d'omission du juge de statuer sur une demande (infra petita), les parties peuvent solliciter la rectification du jugement dans un délai d'un an suivant la date à laquelle le jugement est passé en force de chose jugée.
Le juge doit toutefois requalifier les faits et actes invoqués par les parties et ainsi trancher un moyen de droit nouveau. Il n'est pas tenu cependant de pallier la carence ou les erreurs des parties sur la dénomination ou le fondement juridique des demandes. Ce pouvoir issu des principes directeurs du procès civil est encadré par la jurisprudence de la Cour de cassation :

« si, parmi les principes directeurs du procès, l'article 12 du Code de procédure civile oblige le juge à donner ou restituer leur exacte qualification aux faits et actes litigieux invoqués par les parties au soutien de leurs prétentions, il ne lui fait pas obligation, sauf règles particulières, de changer la dénomination ou le fondement juridique de leurs demandes »

Le juge peut également relever d'office des moyens ou des exceptions de procédure. Les fins de non-recevoir peuvent être relevées d'office en matière de défaut d'intérêt ou de qualité à agir, ou encore d'autorité de la chose jugée. Cependant, le juge peut être tenu de relever d'office son incompétence matérielle, en cas de violation d'une règle d'ordre public de compétence d'attribution ou si le défendeur ne comparaît pas. Enfin, en matière de droit de la consommation, le juge dispose d'une faculté de relever d'office la violation des dispositions d'ordre public du Code de la consommation, lesquelles sont destinées à protéger le consommateur réputé plus faible que le professionnel. La Cour de justice de l'Union européenne estime que le juge national a l'obligation de relever d’office les dispositions protectrices des consommateurs. La Cour de cassation pose également que le juge « est tenu, lorsque les faits dont il est saisi le justifient, de faire application des règles d’ordre public issues du droit de l’Union européenne ».

### Principe de la contradiction
Le Code de procédure civile et la jurisprudence de la Cour européenne des droits de l'homme imposent aux parties à l'instance, aux juges et aux arbitres de respecter le principe de contradiction.
Ce devoir se traduit pour les parties par l'obligation :
- d'informer l'adversaire de l'existence d'un procès intenté contre lui[loi 22], qui se traduit par la signification de l'assignation à la personne de l'adversaire[loi 23] contenant à peine de nullité des mentions obligatoires[loi 24],[loi 25], et le respect d'un délai de 15 jours à compter de l'assignation pour constituer avocat[loi 26] ;
- d'échanger les moyens de fait, les éléments de preuve et les moyens de droits en temps utile[loi 27], afin de permettre à chaque partie de discuter les documents dont fait état l'adversaire[loi 28]. Le juge peut enjoindre à une partie de communiquer une pièce[loi 29] en fixant les délais et les modalités, éventuellement assortis d'une astreinte[loi 30].

Le juge doit également respecter le principe de contradiction en sollicitant les observations des parties sur tous les moyens qu'il entend soulever d'office. Il peut solliciter des parties la production d'une note en délibéré lorsque le moyen qu'il entend soulever d'office apparaît en cours de délibéré. Le juge peut enfin révoquer l'ordonnance de clôture de la procédure pour permettre la réouverture des débats entre les parties.
Par exception, le juge est dispensé de solliciter les observations des parties :
- lorsque le juge relève d'office un moyen d'ordre public tiré d'une violation des droits de la défense[jurisprudence 4] ;
- lorsque le juge décide d'office de prononcer une condamnation à une astreinte ou un amende, de conférer au jugement l'exécution provisoire[loi 34], ou de fixer le point de départ des intérêts légaux ;
- lorsque le juge retient la règle de droit applicable en l'absence de fondement juridique de la demande[loi 35].

Le juge exerce un contrôle sur le respect de la contradiction par les parties et doit relever d'office la violation du principe par une partie. Il doit écarter des débats les pièces (documents et conclusions) qui ne sont pas communiquées en temps utile par les parties. Enfin, le non-respect du contradictoire par le juge entache son jugement d'une nullité d'ordre public qui peut être exercée par les voies de recours.
En matière de procédure orale, la Cour de cassation pose une présomption de discussion contradictoire pour les éléments soulevés d'office par le juge. A charge pour le plaideur de prouver le contraire.

## Organisation judiciaire
Les juridictions étatiques civiles sont organisées par le Code de l'organisation judiciaire et par le Code de procédure civile, qui définissent des règles de compétence en fonction de la matière du litige, de l'enjeu financier du dossier (taux de ressort) et du rattachement territorial de l'affaire. Ces règles connaissent de nombreuses dérogations telles que la compétence exclusive du Conseil de prud'hommes en première instance pour les litiges relevant d'un contrat de travail, et des atténuations qui peuvent conduire à retenir la compétence de plusieurs juridictions pour trancher un litige.

### Juridictions
Les juridictions civiles sont organisées en deux degrés : 
- les juridictions civiles du premier degré (Tribunaux judiciaires, Tribunaux de commerce, Conseil de prud'hommes, Tribunaux des affaires de Sécurité sociales, etc.) sont saisies en premier lieu des litiges entre personnes civiles ou commerciales. Leur compétence pour juger une affaire est déterminée notamment par la matière du litige (contrats civils et commerciaux, contrat et relations de travail, état des personnes, etc.). À la suite de la fusion des tribunaux d'instance et de grande instance l'enjeu financier de l'affaire participe à déterminer la compétence entre le tribunal judiciaire ou la tribunal de proximité qui est une chambre délocalisée du TJ.
- les juridictions civiles du second degré (Cours d'appel) sont saisies en second lieu, lorsqu'une partie fait appel d'une décision rendue en première instance. L'affaire doit être susceptible d'appel, soit si la demande est supérieure au taux de ressort (5 000 euros), soit si la demande a un caractère indéterminé (demande relative à l'état des personnes ou une demande de requalification d'un contrat). Ces juridictions rejugent l'affaire sur le fond du dossier.

La Cour de cassation est la plus haute juridiction de l'ordre judiciaire en France, qui apprécie uniquement la conformité des décisions des juridictions des deux degrés aux règles de droit, sans juger le fond du dossier. Elle peut toutefois après avoir prononcé une cassation « statuer au fond lorsque l'intérêt d'une bonne administration de la justice le justifie ».
Enfin, le Tribunal des conflits est une juridiction spéciale, saisie sur renvoi de la Cour de cassation, qui détermine si une affaire relève des juridictions de l'ordre judiciaire ou de l'ordre administratif.

### Compétence des juridictions
La compétence des juridictions désigne l'aptitude des juridictions à juger une affaire dont elle est saisie. Dans l'ordre judiciaire et en matière civile, cette compétence est déterminée par le Code de procédure civile suivant trois principes :
- la matière de l'affaire désigne la ou les règles de droit applicable au litige. Suivant la matière, une affaire peut relever de la compétence générale des Tribunaux judiciaires en première instance, ou de la compétence spécifique d'une juridiction spécialisée (notamment le droit du travail et des relations sociales pour le Conseil de prud'hommes) ;
- l'enjeu financier de l'affaire ou taux de ressort, qui est apprécié au regard des demandes de condamnations en principal formulées par la personne qui saisit une juridiction ;
- le rattachement territorial de l'affaire, qui est déterminé en fonction du domicile ou du siège social des parties ou du lieu de situation d'un immeuble par exemple.

La loi prévoit des cas de compétence exclusive, lorsqu'une juridiction désignée est compétente pour juger d'une matière, quel que soit le montant de la demande, à l'exception de toute autre juridiction. Ainsi, les Tribunaux judiciaires ont une compétence exclusive en première instance en matière de mariage, filiation et adoption ou pour certains litiges en matière de propriété intellectuelle.
La loi prévoit dans certaines circonstances des compétences d'ordre public dans certaines matières, ce qui empêche les parties de recourir aux modes alternatifs de règlement des conflits et permet au juge de relever d'office son incompétence.

### Action en justice
L'action en justice désigne le pouvoir pour une personne de saisir un juge de son litige. Le droit d'agir en justice est un droit fondamental reconnu par le Conseil constitutionnel et le Conseil d'État, par la jurisprudence de la Cour de justice de l'Union européenne et par les conventions internationales telles que la Convention européenne des droits de l'homme, la Déclaration universelle des droits de l'homme et le Pacte international relatif aux droits civils et politiques. L'action en justice est fondée sur un droit et s'exerce à travers la demande en justice qui saisit la juridiction du litige, et la défense pour discuter le bien-fondé de la demande. L'exercice de l'action en justice est une liberté dont l'abus peut être sanctionné par les juridictions.
La doctrine et la loi distinguent différentes catégories d'actions en justice soumises à des régimes procéduraux variables, notamment en termes de compétence des juridictions, de prescription et de conditions pour agir. Ces classifications concernent :
- les conditions pour agir, qu'il s'agisse de l'action initiale en justice ou d'une action en recours contre une décision ;
- l'objet de l'action en justice, qui peut être préventive ou curative, exécutoire ou conservatoire, déclarative ou en condamnation, interrogatoire (en droit des sociétés[loi 44]) ou provocatoire (en matière de brevets[loi 45] ou de faux[loi 46]) ;
- la nature des droits justifiant l'action (action personnelle, réelle ou mixte; action immobilière ou mobilière).

L'action en justice est subordonnée à quatre conditions cumulatives prévues par le Code de procédure civile à peine de fin de non-recevoir :
- le justiciable doit justifier d'un intérêt à agir[loi 48], qu'il soit demandeur ou défenseur à l'action, et tant en première instance qu'en instance de recours. L'intérêt doit être légitime, né et actuel et personnel.
- le justiciable doit avoir la qualité requise pour agir. Cette condition se confond avec l'intérêt à agir dans le cadre des actions banales, mais s'en distingue dans le cadre des actions attitrées, qui requièrent du justiciable un titre juridique lui permettant d'invoquer le droit dont elle demande la sanction. La qualité peut être requise pour le défenseur (action en garantie contre le vendeur[loi 49]) ou pour le demandeur ;
- le justiciable doit avoir la capacité juridique pour agir. Cette capacité est reconnue à toute personne juridique qui dispose librement de ses droits. Elle peut être diminuée par l'effet des mesures de protection des mineurs et des majeurs pour les personnes physiques, ou par l'effet des procédures collectives à l'égard des personnes morales ;
- le justiciable doit intenter son action dans un certain délai sous peine de prescription de l'action. La longueur et le point de départ des délais varie selon les matières et les procédures.

## Procédure contradictoire
La procédure contradictoire débute par l'action en justice d'une partie, qui peut saisir une juridiction étatique ou une juridiction privée suivant la matière et le fait qu'elle dispose librement ou non de ses droits. L'instance désigne le résultat de la saisine de la juridiction par une partie. Après introduction de l'instance, l'affaire est mise en état d'être jugée, par les échanges entre les parties dans le respect des principes fondamentaux et du calendrier de procédure imposé par le juge. La procédure peut connaître des incidents soulevés par les parties. Une fois la mise en état clôturée, l'affaire est appelée en audience de plaidoirie puis mise en délibérée par la juridiction. L'instance se termine par la décision de justice rendue par le juge, qui épuise sa saisine. Les parties peuvent exercer des voies de recours contre la décision rendue.

### Déroulement de l'instance
L'instance débute par la demande introductive d'instance qui est la traduction de l'action en justice. L'affaire est inscrite au registre des affaires en cours dans la juridiction saisie par l'enrôlement, à savoir le dépôt d'une copie de l'assignation au greffe. Une fois la juridiction saisie, l'affaire est distribuée entre les différentes chambres et formations de jugement (collégiale ou à juge unique).
Le ou les défendeurs à l'action en justice comparaissent devant la juridiction, soit personnellement, soit par la constitution d'avocat. L'affaire est progressivement mise en état d'être jugée par les échanges de pièces entre les parties, dans le respect d'un calendrier de mise en état fixé par la juridiction. L'affaire peut être appelée à une ou plusieurs audiences de mise en état en fonction de l'état d'avancement de l'instruction.
Une fois l'instruction clôturée, les parties et leurs représentants sont appelées à une audience de jugement pour les débats contradictoires. La juridiction met l'affaire en délibéré le temps de rédiger sa décision et de la rendre. Cette décision est notifiée par les parties, en vue de son exécution ou de l'exercice des voies de recours.

#### Acte introductif d'instance
La demande introductive d'instance peut revêtir plusieurs formes : 
- l'assignation par huissier de justice, qui est un acte introductif d'instance unilatéral, par lequel le demandeur cite son adversaire à comparaître devant le juge[loi 50]. L'assignation doit comporter certaines mentions obligatoires à peine de nullité[loi 51] et peut prévoir une date d'audience dans le cas des assignations à jour fixe qui revêtent un caractère d'urgence. Le fond de l'assignation (moyens de fait et de droit) est rédigé généralement par un avocat qui le transmet à un huissier de justice ;
- la requête conjointe, qui est un acte introductif d'instance rédigé en commun par les parties qui soumettent au juge leurs prétentions respectives, les points de désaccord et leurs moyens respectifs de fait et de droit[loi 52]. La requête conjointe étant rédigée en commun par les parties, celles-ci peuvent stipuler différentes clauses visant à aménager la procédure ;
- la déclaration ou requête simple est l'acte par lequel le demandeur à l'action saisit la juridiction sans que l'adversaire en ait préalablement informé[loi 53]. Elle doit comporter les mêmes mentions que l'assignation sous peine de nullité, et n'est admise que pour les litiges n'excédant pas 4 000 €[loi 54].

#### Dépôt de l'assignation, enrôlement et distribution de l'affaire
Le demandeur doit faire signifier l'assignation au défendeur au moins 15 jours avant la date d'audience prévue. Pour saisir valablement le juge, le demandeur doit également déposer l'assignation au greffe de la juridiction :
- dans les 2 mois à compter de la communication par voie électronique de la date d'audience devant le Tribunal judiciaire[loi 55] et le Tribunal de commerce[loi 56] ;
- dans les 15 jours suivant la communication par voie non électronique si la date d'audience est communiquée 15 jours avant l'audience[loi 55] ;
- sans aucune condition de délai si la date communiquée par voie non électronique intervient dans moins de 15 jours[loi 55].

Ces délais peuvent être réduits sur autorisation du juge. Le non-respect de ces délais entraîne la caducité de l'assignation, qui peut être constatée d'office par ordonnance du juge ou invoquée par l'une des parties.
Le greffe de la juridiction saisie constate le dépôt en apposant la date et son visa sur l'original et la copie de l'assignation. Il inscrit l'affaire au Répertoire général (RG) de la juridiction, registre de l'ensemble des affaires en cours dans la juridiction, en indiquant la date de saisine, le numéro d'inscription, le nom des parties, la nature de l'affaire, la chambre à laquelle l'affaire est distribuée, la date et la nature de la décision. Il en informe les avocats des parties. Il constitue enfin un dossier qui rassemblera l'ensemble des constitutions d'avocats, des conclusions et des pièces des parties, ainsi que les ordonnances du juge de la mise en état.
Une fois enrôlée, l'affaire est soumise au Président de la juridiction pour être distribuée à une chambre de jugement, en fonction de la nature de l'affaire. Il fixe également le jour et l'heure auxquels l'affaire sera appelée à la première audience, et le greffier en informe les avocats des parties. L'affaire est enfin inscrite sur le registre des audiences de la juridiction tenu par le greffe.

#### Démarches en vue de l'audience d'appel des causes
La juridiction saisie d'une affaire procède à son premier examen lors de l'audience d'appel des causes. Dans la perspective de cette audience, les parties doivent constituer avocat lorsque leur ministère est obligatoire, et déposer leurs conclusions.

##### Ministère d'avocat
Les parties doivent comparaître à l'audience d'appel des causes fixée par la juridiction.
Par principe, la représentation par avocat est obligatoire devant le Tribunal judiciaire. Depuis le 1er janvier 2020, la représentation obligatoire par avocat a également été étendue au Tribunal de commerce.
Les parties peuvent comparaître en personne lorsque le ministère d'avocat n'est pas obligatoire devant la juridiction, notamment devant le Tribunal de proximité, le Conseil de prud'hommes, le Tribunal de commerce si le montant du litige est inférieur ou égal à 10 000 euros et le Tribunal des affaires de sécurité sociale.
En revanche, elles sont tenues de constituer avocat devant les juridictions imposant le ministère d'avocat :
- dans les 15 jours suivant la signification de l'assignation devant le Tribunal judiciaire[loi 26] ;
- dans le délai d'un mois à compter de l'envoi de la lettre de notification de l'appel devant la Cour d'appel[loi 66].

Devant la Cour de cassation, les parties doivent être représentées par un postulant choisi parmi les avocats à la Cour de cassation et au Conseil d'État.

##### Constitution d'avocat
L'assignation contient obligatoirement la constitution d'avocat du demandeur. Le défendeur doit constituer avocat dans un délai de 15 jours à compter de l'assignation, sous peine que le jugement rendu soit réputé contradictoire ou par défaut. Ce délai n'est pas pris en compte si l'assignation est délivrée dans un délai inférieure à 15 jours avant l'audience.
L'avocat constitué pour le défendeur notifie l'avocat du demandeur de sa constitution et adresse une copie de son acte de constitution au greffe de la juridiction dès la notification entre avocats ou au stade de l'assignation. L'acte de constitution doit contenir des mentions obligatoires sous peine d'irrecevabilité des conclusions :
- les nom, prénoms, profession, domicile, nationalité, date et lieu de naissance pour un défendeur personne physique ;
- la forme, la dénomination, le siège social et l'organe de représentation légale pour une personne morale.

##### Dépôt des conclusions du défendeur
Le dépôt des conclusions au fond par le défendeur provoque la liaison de l'instance entre les deux parties au procès. Du fait de cette liaison, le désistement du demandeur dans son action nécessitera l'acceptation du défendeur.
Par ailleurs, le défendeur doit invoquer les exceptions de procédure in limine litis, avant le dépôt des conclusions au fond et la liaison de l'instance, sous peine d'irrecevabilité de ces exceptions sauf cas particuliers (exception dilatoire, exception de nullité pour vice de fond et exception de connexité).
Les conclusions doivent être notifiées entre avocats en respectant le formalisme prévu dans l'acte de constitution, et l'avocat communiquant des pièces doit signer son bordereau. Les conclusions et les pièces doivent être notifiées concomitamment au greffe de la juridiction.

##### Audience d'appel des causes
Lors de l'audience d'appel des causes, le Président de la juridiction appelle l'affaire et les parties, leurs représentants ou leurs avocats. Il s'entretient avec les parties pour déterminer si l'affaire est en état d'être jugée au regard de son état d'avancement.
Dans ce cas, l'affaire peut être renvoyée directement à une audience de jugement dont il fixe la date. Il peut également renvoyer l'affaire à une audience ultérieure devant lui, dont il fixe la date, s'il considère qu'un ultime échange de conclusions ou de pièces suffit à mettre l'affaire en état d'être jugée.
Enfin, le Président peut décider de confier l'instruction de l'affaire à un juge de la mise en état qu'il nomme.

#### Mise en état
La mise en état est la phase d'instruction d'une affaire par le juge pour la mettre en état d'être jugée. Durant cette phase, les parties accomplissent les actes et les formalités de procédure requis sous le contrôle du Président de la juridiction ou d'un magistrat spécialisé.
Devant le Tribunal judiciaire et la Cour d'appel, l'instruction de l'affaire est confiée à un magistrat spécialisé respectivement appelé juge de la mise en état et conseiller de la mise en état, désigné par le Président de la juridiction. Ce magistrat dispose de pouvoirs et d'attributions exclusives et statue suivant une procédure contradictoire. Devant le Tribunal de commerce et le Conseil de prudhommes, l'instruction est confiée à ou plusieurs juges rapporteurs. Enfin, le Tribunal de proximité ne connaissant pas de juge de la mise en état, l'instruction de l'affaire est confiée au Président de la juridiction ou de la chambre, qui renvoie l'affaire à des audiences successives jusqu'au moment où l'affaire est en état d'être jugée.
Le juge de la mise en état fixe les délais nécessaires à l'instruction de l'affaire, après avoir sollicité l'avis des avocats. Il organise régulièrement des audiences de mise en état (conférences) au cours desquelles le juge et les avocats évoqueront l'état d'avancement de l'affaire. Il peut également recourir à des bulletins par lesquels il sollicite des avocats la communication de pièces. En retour, les avocats peuvent informer le magistrat de l'avancement du dossier, et solliciter des délais ou des injonctions. Le renseignement du bulletin par les avocats peut les dispenser de se présenter à l'audience de mise en état. Enfin, le juge de la mise en état peut conclure un contrat de procédure avec les avocats pour établir un calendrier impératif pour la communication et la production de pièces et le dépôt des conclusions.
La clôture de l'instruction est décidée d'office par le juge de la mise en état ou à la demande d'une partie, et se matérialise par une ordonnance de clôture qui n'est pas motivée et insusceptible de recours. Elle est notifiée aux avocats et versée au dossier. Elle ne peut être révoquée qu'en présence de faits nouveaux et constituant une cause grave entre la clôture de l'instruction et l'audience des plaidoiries. La révocation de l'ordonnance de clôture est prononcée par le juge de la mise en état ou la juridiction, soit d'office, soit à la demande de l'une des parties. La clôture de l'instruction gèle l'affaire en état et empêche tout dépôt de conclusion ou de pièce à peine d'irrecevabilité d'office. La clôture de l'instruction est suivie par l'audience de plaidoirie fixée par le Président de la juridiction ou le juge de la mise en état.

#### Débats et délibéré
Une fois l'instruction close, l'affaire est renvoyée à l'audience des débats fixée par le Président de la juridiction. Les débats se caractérisent par :
- l'oralité[loi 92], bien que le Président ne soit pas obligé de donner la parole aux parties lorsqu'elles sont représentées et lorsque la décision expose leurs prétentions[jurisprudence 9]. Il peut leur retirer la parole lorsque la passion ou l'inexpérience des parties les empêche de plaider avec la décence convenable et la clarté nécessaire[loi 92], ou la leur refuser en raison de l'inexpérience et de la passion dont elles ont fait preuve dans les écrits versés aux débats[jurisprudence 10]. Le Président n'est pas tenu d'écouter les parties jusqu'à la fin de leurs explications s'il s'estime suffisamment informé[loi 93].
- la publicité[loi 94], à laquelle il est nécessairement dérogé en matière de droit de la famille et d'état des personnes. En toutes circonstances, la juridiction apprécie souverainement s'il convient de déroger au principe de publicité, soit pour protéger la vie privée des parties, soit à la demande de toutes les parties, soit encore en cas de désordres de nature à troubler la sérénité de la justice[loi 95]. En cas de dérogation au principe de publicité, les débats ont lieu en formation de chambre du conseil, sans la présence du public[loi 96], tant en première instance qu'en appel[loi 97]. Le passage des débats vers la chambre du conseil peut être décidée à tout moment[loi 98].

Les débats sont dirigés par le Président de la juridiction qui exerce un pouvoir de police et dont les décisions prises sur ce fondement sont immédiatement exécutoires. Toutes les personnes assistant aux débats (les parties et leurs représentants ainsi que le public) doivent adopter une attitude digne et respectueuse de la justice, sous peine d'expulsion de l'audience et d'éventuelles poursuites pénales et disciplinaires. Les personnes présentes doivent demeurer silencieuses tant que la parole ne leur est pas donnée par le Président. Le demandeur puis le défendeur sont invités à exposer leur prétentions, et les juges peuvent les inviter à fournir toutes explications de droit ou de fait nécessaires. Le Ministère public intervient en dernier lorsqu'il intervient en tant que partie jointe. Le Président fait cesser les débats lorsque la juridiction s'estime suffisamment éclairée, mais peut ordonner leur réouverture. La clôture des débats empêche le dépôt ultérieur de notes de la part des parties, à peine d'irrecevabilité relevée d'office, sauf pour répondre aux arguments du Ministère public ou sur demande du Président.
Une fois les débats clos, l'affaire est mise en délibéré sous un délai variable suivant les juridictions. Ce délai permet aux magistrats d'étudier le dossier et de rédiger le jugement. Les juges qui délibèrent sont les juges qui ont assisté aux débats et doivent être au moins trois. Le délibéré est secret et la décision est rendue à la majorité des voix.

#### Prononcé et notification du jugement
Une fois rédigé, le jugement est prononcé par la juridiction. Il peut être procédé à la lecture à voix haute de tout ou partie de la décision, soit en audience publique pour les procédures contentieuses, soit hors la présence du public pour les décisions en matière gracieuse. Le prononcé du jugement peut également être effectuée par remise de la décision au greffe de la juridiction, en dehors de toute audience. Dans les deux cas, le jugement est daté du jour du prononcé. Chaque partie peut réclamer au greffe une copie certifiée de la décision appelée expédition.
Les parties ne peuvent procéder à l'exécution forcée de la décision ni exercer les voies de recours contre le jugement tant que celui-ci n'a pas été notifié. Cette notification peut être effectuée par le demandeur ou le défendeur et ne vaut pas acquiescement de la décision rendue. Le jugement doit être notifié aux parties et à leurs représentants en matière contentieuse et aux tiers en matière gracieuse. En principe, la notification du jugement est réalisée par voie de signification par huissier de justice, soit à la personne visée par la signification, soit à son domicile. Par exception, le jugement peut être notifié par la voie ordinaire (lettre recommandée avec accusé-réception) dans le cas des jugements à titre gracieux. La notification doit contenir l'expédition du jugement (copie certifiée conforme par le greffe, et indiquer de manière apparente les voies de recours, leurs délais et leurs modalités d'exercice ainsi que le risque de condamnation en cas de recours dilatoire ou abusif.

### Incidents de procédure

#### Les incidents relatifs à la preuve
- Les éléments fournis par les parties
- Les mesures d'instruction prises par le juge
  - Vérifications personnelles du juge
  - Comparution personnelle
  - Déclarations des tiers
  - Mesures d'instruction confiées à un technicien : expertise judiciaire
- Le serment judiciaire

## Procédure gracieuse
La procédure gracieuse s'oppose à la procédure contentieuse par l'absence de litige, malgré l'obligation de recourir au juge. Il s'agit d'une procédure unilatérale, sans adversaire ni litige et qui fait exception au principe de publicité. Les affaires gracieuses par nature relèvent du droit de la famille et recouvrent notamment l'adoption, le changement de régime matrimonial, le changement de nom de l'enfant par déclaration conjointe, l'attribution de l'autorité parentale par déclaration conjointe, le divorce par consentement mutuel, le changement de prénomet l'autorisation de recourir à la procréation médicalement assistée. D'autres matières sont assimilées par loi à la matière gracieuse et suivent son régime : les demandes d'autorisation et d'habilitation en matière matrimoniale et les demandes relatives à l'état des personnes et à l'état civil.
L'instance gracieuse est nécessairement introduite par requête unilatérale ou par déclaration verbale au greffe devant le Tribunal de proximité. Les débats ne sont pas publics et ont lieu en chambre du conseil. Les décisions en matière gracieuse, qui sont rendues hors la présence du public, sont dépourvues de l'autorité de chose jugée et doivent être notifiées non seulement aux parties mais également aux tiers dont la décision pourrait faire grief. L'appel des décisions gracieuses est ouvert aux parties, aux tiers à qui la décision a été notifiée, et au ministère public lorsqu'il intervient en tant que partie principale, dans un délai de quinze jours à compter de la notification de la décision.
En matière gracieuse, le juge dispose de pouvoirs exorbitants du droit commun : il peut procéder d'office à toutes les investigations qu'il estime utile et fonder sa décision tous les faits relatifs à l'affaire dont il est saisi, y compris les faits qui n'auraient pas été allégués par les parties elles-mêmes. Le juge doit également informer le ministère public des affaires en matière gracieuse, et celui-ci doit assister aux débats et se voir notifier le jugement.

## Procédure de référé
La procédure de référé est une procédure permettant d’obtenir  rapidement d’une juridiction une décision provisoire dans le respect de la contradiction. Le juge peut prescrire par voie d’ordonnance les mesures nécessaires en présence d’un litige sans attendre d’être saisi au fond sur le principal. Le demandeur doit saisir le juge par voie d’assignation en justice en précisant la date de l’audience des référés de la juridiction saisie. En cas d’urgence, le juge des référés peut autoriser le demandeur à assigner à jour et heure fixe, y compris les jours fériés et chômés. Il doit cependant veiller à ce que le défendeur, présent à l’audience ou simplement appelé, ait eu le temps nécessaire pour préparer sa défense entre la date d’assignation et la date de l’audience.
L’ordonnance de référé rendue par le juge bénéficie de plein droit de l’exécution provisoire mais n’a pas autorité de chose jugée au principal: elle ne préjuge pas du droit et des prétentions des parties sur le fond de l’affaire et à ce titre, le juge des référés ne peut pas prononcer de condamnations à des dommages-intérêts. Toutefois, l’ordonnance de référé met fin à l’instance de référé et épuise la saisine du juge à l’égard des mêmes parties, pour une même demande, aux mêmes fins et pour les mêmes raisons.

### Cas d'ouverture
La procédure de référé est ouverte devant :
- le Tribunal judiciaire, juge des référés de droit commun[loi 139] ;
- le Tribunal de proximité[loi 140] ;
- le Tribunal des affaires de sécurité sociale[loi 141] ;
- le Conseil de prudhommes[loi 142] ;
- le Tribunal de commerce[loi 143] ;
- le Tribunal paritaire des baux ruraux[loi 144] ;
- la Cour d’appel[loi 145].

Les règles de compétence territoriale des juridictions au fond (articles 42 et suivants du Code de procédure civile) sont applicables en matière de référé. Le demandeur peut en outre saisir le juge du lieu où les mesures sollicitées doivent être exécutées.
La compétence du juge des référés est caractérisée dans quatre situations:
- dans les cas d’urgence[loi 146] ;
- en présence d’un risque de dommage imminent ou en présence d’un trouble manifestement illicite[loi 147] ;
- en présence d’une obligation dont l’existence n’est pas sérieusement contestable[loi 148] ;
- pour conserver ou établir avant tout procès la preuve de faits dont pourrait dépendre la solution du litige[loi 149].

### Instruction et les mesures prescrites
L’instruction est orale et conduite par les parties elles-mêmes ou par leurs représentants, la constitution d’avocat étant facultative y compris devant le Tribunal de grande instance. Le juge des référés siège à juge unique, mais peut renvoyer l’affaire devant la formation collégiale de sa juridiction par une décision d’administration judiciaire insusceptible de recours. En matière prudhommale, la formation de jugement des référés est nécessairement paritaire et comprend un conseiller salarié et un conseiller employeur.
Le juge des référés peut prescrire toutes les mesures qui ne se heurtent à aucune contestation sérieuse ou que justifie l’existence d’un différend, ou encore des mesures conservatoires ou de remise en état, y compris en présence d’une contestation sérieuse. Le juge des référés dispose d’une liberté de choix dans la prescription des mesures pourvu qu’elles soient légalement admissibles. Le juge peut ainsi prescrire:
- le versement d’une somme d’argent à titre de provision ou une injonction de faire, en présence d’une obligation de payer ou d’une obligation de faire non sérieusement contestable ;
- une expertise[loi 151] ou un constat[loi 152] ;
- la production de pièces détenues par les parties[loi 153] ;
- le recueil des déclarations des tiers[loi 154].

Le juge des référés peut assortir les condamnations prononcées d’une astreinte, dont il peut ordonner la liquidation à titre provisoire. Il est enfin tenu de statuer sur les dépens de l’instance en référé et ne peut ordonner que les dépens de référé suivront le sort des dépens de l’instance en principal.

### Voies de recours
L’ordonnance de référé est susceptible de plusieurs voies de recours :
- elle peut être modifiée ou rétractée par le juge qui l’a rendue en cas circonstances nouvelles[loi 138], ce qui exclut le recours en révision de l’article 593 du Code de procédure civile[jurisprudence 15] ;
- elle peut faire l’objet d’une opposition par le défendeur, dans les 15 jours suivant son prononcé, lorsqu’elle est rendue par défaut et en dernière instance[loi 156] ;
- elle peut faire l’objet d’une tierce-opposition par une personne tierce à l’instance et qui justifie d’un intérêt au succès de ses prétentions[loi 157], dans un délai de 30 ans à compter de son prononcé[loi 158] ;
- elle peut faire l’objet d’un appel dans les 15 jours de son prononcé, à la condition de ne pas avoir été prononcée par le premier président de la Cour d’appel, et de ne pas avoir été rendue en dernier ressort[loi 156] ;
- elle peut enfin faire l’objet d’un pourvoi en cassation, lorsqu’elle est rendue en dernier ressort ou qu’elle émane de la Cour d’appel.

## Jugement
Le jugement est la décision de justice prise par la juridiction qui met fin à l'instance ou règle un incident de procédure. En ce sens, tous les jugements doivent obéir aux règles prévues aux articles 430 et suivants du Code de procédure civile, et se distinguent des ordonnances, qui sont des décisions rendues par un juge unique. En procédure civile, le jugement désigne également et surtout la décision rendue par une juridiction de première instance, par opposition aux arrêts rendus par une Cour d'appel ou la Cour de cassation. Le Code de procédure civile et la doctrine définissent des classifications des jugements suivant leurs objets, leurs effets, leurs modalités d'exécution et les voies de recours ouvertes aux parties.

### Catégories de jugement
Le Code de procédure civile distingue trois catégories de jugements suivant l'objet qu'ils tranchent :
- les jugements au fond ou jugements définitifs, qui tranchent une contestation principale ou incidente[loi 159] ;
- les jugements avant de dire droit, qui sont pris en cours d'instance pour aménager la procédure sans toutefois trancher sur le fond de l'affaire[loi 160] ;
- les jugements mixtes, qui tranchent sur tout ou partie du principal et ordonnent une mesure d'instruction.

Les jugements définitifs et mixtes ont autorité de chose jugée sur les points tranchés au principal et ne peuvent être remis en cause qu'en exerçant les voies de recours. En principe, ces jugements sont rendus en premier ressort et sont donc susceptibles d'appel. Par exception, les jugements au fond  rendus en premier et dernier ressort, notamment par la Juridiction de proximité, sont insusceptibles d'appel.
En fonction des effets produits par le jugement, la doctrine distingue également les jugements constitutifs, qui constatent une situation ou un fait préexistant, et les jugements déclaratifs, qui créent une situation juridique nouvelle. Cette distinction n'emporte aucun effet sur le régime des jugements.
Enfin, le Code de procédure civile prévoit une dernière classification des jugements suivant le comportement des parties au cours de l'instance :
- un jugement est contradictoire lorsque les parties ont comparu personnellement à l'instance ou ont été dûment représentées, et ont pu débattre contradictoirement de la cause[loi 161] ;
- un jugement est dit contradictoire lorsque le demandeur n'a pas comparu ou lorsque l'une des parties s'abstient d'accomplir les actes de procédure dans les délais requis[loi 162] ;
- un jugement est réputé contradictoire lorsque le jugement est susceptible d'appel ou lorsque le défendeur est défaillant mais a été cité à comparaître en personne[loi 163] ;
- enfin, un jugement est rendu par défaut lorsqu'une partie est défaillante pour des raisons légitimes et excusables. Seul un jugement rendu en dernier ressort (insusceptible d'appel) peut être qualifié par défaut et le défendeur ne doit pas avoir été cité en personne à comparaître[loi 163].

### Contenu du jugement
Le jugement doit indiquer précisément les raisons de la décision des juges. L'obligation de motivation des jugements est un principe fondamental et relève du droit à un procès équitable garanti par la Convention européenne des droits de l'homme. Le défaut de motivation d'un jugement peut justifier l'exercice d'une voie de recours, y compris la cassation. L'obligation de motivation des jugements est parfois limitée par la loi, notamment en matière de divorce pour faute et pour toutes les mesures d'administration judiciaire. Une décision valable doit non seulement être motivée mais également comporter des mentions obligatoires. Malgré le fait que le jugement rendu épuise la saisine du juge, celui-ci peut être valablement ressaisi par les parties pour rectifier une décision erronée, obscure ou ayant omis de statuer sur un chef de demande.

#### Mentions obligatoires
Le jugement est rendu au nom du peuple français et doit comporter des mentions obligatoires à peine de nullité :
- le nom de la juridiction, des juges qui ont délibéré, du secrétaire et sa date ;
- l'identité des parties, de leurs représentants ainsi que le représentant du Ministère public qui aura assisté aux débats ;
- le nom des personnes auxquelles le jugement doit être notifié en matière gracieuse[loi 169] ;
- un exposé succinct des prétentions des parties et de leurs moyens juridiques (énoncé des moyens) ;
- un exposé de la décision sous forme d'un dispositif[loi 164] ;
- la signature du greffier et du Président de la juridiction, ou d'un juge ayant délibéré en cas d'empêchement du Président[loi 170].

Le jugement est rendu sur support papier ou électronique et a la force probante d'un acte authentique, ainsi sa nullité ne peut être demandée que par les voies de recours prévues par la loi.

#### Requêtes en interprétation, en rectification d'erreur et en omission de statuer
Le juge ayant rendu la décision demeure investi du pouvoir d'interpréter sa propre décision, sur requête simple ou requête conjointe des parties, tant qu'il n'a pas été interjeté appel de la décision. La requête en interprétation est soumise au principe de la contradiction et le juge doit recueillir l'avis des parties avant de se prononcer.
Les parties peuvent également saisir le juge d'une requête en rectification d'erreur matérielle, ou en omission de statuer, même lorsque la décision est passée en force de chose jugée. Le juge peut également se saisir d'office. En toutes circonstances, il doit respecter le principe de la contradiction mais n'est pas tenu d'entendre les parties en audience. La décision rectificative est mentionnée sur la minute (original) et les expéditions (copies certifiées conformes) du jugement, et doit être notifiée dans les mêmes conditions que le jugement initial.

### Effets du jugement
Le jugement rendu dessaisit le juge de l'affaire (Lata sentencia judex desinit esse judex) pour les jugements contentieux définitifs. En outre et surtout, le jugement définitif revêt l'autorité de chose jugée et peut disposer de la force exécutoire dans certaines conditions.

#### Autorité de chose jugée
L'autorité de chose jugée est « l'autorité attachée à un acte de juridiction servant de fondement à l'exécution forcée du droit judiciairement établi, et faisant obstacle à ce que la même affaire soit à nouveau portée devant un juge ». Elle requiert une identité des parties au litige, une identité de l'objet de la demande et une identité de cause. Le domaine de l'autorité de chose jugée est limité :
- aux seuls jugements contentieux devenus définitifs[loi 159], ce qui exclut du périmètre les mesures d'administration judiciaire, les décisions gracieuses[jurisprudence 18], les jugements avant de dire droit[loi 174], les ordonnances du juge de la mise en état qui ne tranchent ni une exception de procédure, ni un incident mettant fin à l'instance[loi 175], les ordonnances sur requête[loi 176], ainsi que les ordonnances de référé et les jugements mixtes à l'exception des points sur lesquels il est définitivement statué[loi 177] ;
- aux seules questions litigieuses tranchées sans réserve ni conditions[jurisprudence 19] ;
- aux seules dispositions contenues expressément dans le dispositif du jugement[loi 164].

L'autorité de chose jugée empêche une partie de ressaisir le juge d'une affaire déjà jugée. Une fin de non-recevoir peut être opposée par l'adversaire sans devoir justifier un grief et en tout état de cause. Elle peut également être relevée d'office par le juge. Le point définitivement jugé et revêtu de l'autorité de chose jugée est acquis y compris dans le cadre d'une autre instance, mais l'autorité est limitée aux seules parties au jugement.

#### Force exécutoire
Un jugement ne peut être exécuté par les voies d'exécution forcée sans obtenir au préalable la force exécutoire. En premier lieu, le jugement doit revêtir la formule exécutoire :

« En conséquence, la République française mande et ordonne à tous huissiers de justice, sur ce requis, de mettre ledit arrêt (ou ledit jugement, etc.) à exécution, aux procureurs généraux et aux procureurs de la République près les tribunaux de grande instance d'y tenir la main, à tous commandants et officiers de la force publique de prêter main-forte lorsqu'ils en seront légalement requis. »

En outre, le jugement doit être notifié à l'adversaire, sauf dans le cas des ordonnances sur requête qui sont exécutoires sur la base de la minute (original de la décision), et des ordonnances de référé qui nécessitent toutefois une décision du juge en ce sens.
Enfin, le jugement doit être passé en force de chose jugée, à savoir ne pouvoir faire l'objet d'aucun recours susceptible d'en suspendre l'exécution, ou après expiration des délais de recours. Le jugement peut toutefois être assorti en tout ou partie de l'exécution provisoire décidée par le juge, et qui permet l'exécution du jugement malgré l'exercice d'une voie de recours.
Le jugement doté de la force exécutoire doit être exécuté dans les conditions de droit commun des actes de procédure, mais le débiteur condamné peut solliciter un délai de grâce dans certaines conditions auprès du juge qui a rendu la décision, du juge des référés en cas d'urgence justifiée ou du juge de l'exécution en cas de signification d'un commandement de payer ou d'un acte de saisie. La décision d'accorder un délai de grâce doit être motivée et ne fait pas obstacle à l'exécution de mesures conservatoires.

### Exécution du jugement
Le jugement rendu par une juridiction peut être exécuté volontairement par les parties. La partie gagnante peut également contraindre la partie perdante à exécuter le jugement par les voies d'exécution forcées, pourvu que le jugement ait la force exécutoire ou qu'il bénéficie de l'exécution provisoire.

#### Exécution provisoire
Par exception à l'effet suspensif des voies de recours ordinaires (appel et opposition), le juge peut accorder au jugement rendu le bénéfice de l'exécution provisoire, sans attendre l'expiration des délais de recours ni leur aboutissement. L'exécution provisoire est accordée :
- de plein droit aux ordonnances de référé, aux décisions qui prescrivent des mesures provisoires pour le cours de l'instance, aux décisions qui ordonnent des mesures conservatoires, aux ordonnances du juge de la mise en état qui accordent une provision au créancier[loi 189] ainsi qu'aux décisions du bureau de conciliation et de jugement du Conseil de prudhommes[loi 190] ;
- à la demande des parties ou d'office par le juge, chaque fois qu'il l'estime nécessaire et compatible avec la nature de l'affaire, pour tout ou partie de la condamnation[loi 34].

En principe, l'exécution provisoire d'une décision est ordonnée par le juge qui rend la décision, mais elle peut être demandée par une partie, en cas d'appel, au premier président de la Cour d'appel ou au magistrat chargé de la mise en état devant cette juridiction. Dans cette situation, l'exécution provisoire est ordonnée en référé et la décision n'est pas susceptible d'un pourvoi. La faculté d'ordonner l'exécution provisoire d'une décision en appel n'est ouverte qu'en cas de refus de l'accorder en première instance, ou lorsqu'il n'a pas été statué sur ce point.
Le juge dispose d'un pouvoir d'aménager l'exécution provisoire d'un jugement, pour parer au risque d'insolvabilité future du créancier bénéficiaire de la décision. Le juge peut exiger du bénéficiaire la constitution d'une garantie de nature réelle (un bien matériel) ou personnelle (une créance ou une somme d'argent) dont il précise la nature, l'étendue et les modalités dans sa décision. Dans le cas d'une garantie consistant en une somme d'argent, celle-ci doit être consignée entre les mains de la Caisse des dépôts et consignations, ou d'un tiers si une partie le demande, que le tiers l'accepte et que le juge l'autorise.
L'exécution provisoire peut être arrêtée :
- si elle est interdite par la loi ou si elle risque d'entraîner des conséquences manifestement excessives, pour les cas d'exécution provisoire facultative. L'arrêt de l'exécution provisoire est ordonnée par le premier président de la Cour d'appel en cas d'appel, ou par le juge qui a rendu la décision en cas d'opposition ;
- en cas de violation manifeste du principe du contradictoire ou de l'article 12 du Code de procédure civile, ou si elle risque d'entraîner des conséquences manifestement excessives[loi 199].

#### Voies d'exécution forcée
La partie gagnante d'un procès peut contraindre la partie perdante à exécuter un jugement lorsque celle-ci n'exécute pas volontairement la décision. Les procédures civiles d'exécution nécessitent cependant que le créancier bénéficie d'un titre exécutoire : le jugement doit être passé en force de chose jugée ou bénéficier de l'exécution provisoire. Les mesures d'exécution forcée consistent essentiellement en des saisies réalisées par huissier de justice sur les biens du débiteur, qu'il s'agisse de meubles corporels (saisie-vente de meubles corporels et saisie-attribution de créances) ou incorporels (saisie de droits incorporels) ou d'immeubles (saisie immobilière), ou encore de rémunérations. Le créancier peut également bénéficier d'un paiement direct en matière de pension alimentaire, ou obtenir la restitution d'un bien immobilier occupé par un locataire ou un occupant sans titre (mesure d'expulsion).

#### Voies de recours
Les voies de recours désignent les facultés prévues par le Code de procédure civile pour contester certaines décisions de justice, qu'il s'agisse d'un jugement ou d'une ordonnance Seules les mesures d'administration judiciaire sont insusceptibles de voie de recours. L'exercice des voies de recours est assorti d'un délai impératif variable selon la nature de la décision (quinze jours pour une ordonnance de référé, un mois pour l'appel d'un jugement et deux mois pour un pourvoi en cassation) et dont le point de départ est généralement la notification du jugement. Le non-respect du délai pour l'exercice de ces voies est sanctionné par une forclusion, à savoir une déchéance du droit d'agir en recours contre la décision.
Les voies ordinaires de recours, qui suspendent l'exécution de la décision objet du recours, sont :
- l'appel[loi 204], par lequel une partie demande à la Cour d'appel de réformer ou d'annuler tout jugement rendu par une juridiction du premier degré, sauf règle contraire (notamment pour les jugements de la Juridiction de proximité) ;
- l'opposition[loi 205], par laquelle une partie défaillante à son procès demande la rétractation (l'annulation) d'une décision rendue par défaut en première instance ou en appel.

Les voies extraordinaires de recours, qui ne suspendent pas l'exécution de la décision (sauf disposition contraire), sont :
- la tierce opposition[loi 206], par laquelle une personne peut faire rétracter ou réformer une décision à son profit, pour les points qui la concernent et à la condition de justifier d'un intérêt à agir. Cette voie extraordinaire de recours est réservée aux personnes qui n'étaient pas partie ou représentée à la décision attaquée ;
- le recours en révision[loi 207], par lequel une partie à une décision devenue définitive demande la rétractation de cette décision afin qu'il soit rejugé de l'affaire au fond (en fait et en droit). Ce recours n'est ouvert qu'en cas de manœuvres frauduleuses d'une partie adverse ;
- le pourvoi en cassation[loi 208], qui vise à faire censurer par la Cour de cassation la non-conformité d'une décision aux règles de droit, et non à rejuger l'affaire quant aux faits.

#### Frais de justice
- Les dépens
- Les frais non compris dans les dépens : ce sont les frais dits irrépétibles car ils ne peuvent pas être répétés (restitués) car ils ne sont pas "juridiquement indispensables". La loi prévoit (article 700 du code de procédure civile) que le juge peut accorder à une des parties au procès (en principe celle qui voit ses prétentions reconnues) une somme censée couvrir les frais qu'elle a engagés dans le cadre de la procédure et qui ne sont pas compris dans les dépens. Il s'agit notamment de lui permettre de se faire rembourser par l'adversaire tout ou une partie des honoraires de son avocat. Peut-on engager la responsabilité pénale de l'adversaire sur le principe de la réparation du dommage ? Dans un arrêt du 9 septembre 2009, la Chambre Sociale de la Cour de cassation a indiqué que ce n'était pas un préjudice réparable.
- L'aide juridictionnelle : voir aide juridictionnelle en France

## Modes alternatifs de règlement des conflits
La saisine des juridictions étatiques aux fins de procédure contentieuse n'est pas la seule option ouverte aux parties pour résoudre leur litige. Dans les matières dont elles ont la libre disposition de leurs droits, les parties peuvent recourir à des modes alternatifs à la justice étatique prévues dans le Code de procédure civile. Ces modes peuvent présenter plusieurs avantages pour les parties selon la nature de leur litige et leur situation : une rapidité accrue, une confidentialité dans le traitement de l'affaire, une réduction du coût de la justice ou encore la désignation de juges spécialisés dans un domaine. Le Code de procédure civile prévoit quatre modes alternatifs de résolution des conflits :
- l'arbitrage, dans le cadre du droit national ou dans un cadre international ;
- la médiation et la conciliation conventionnelle ;
- la saisine du juge en tant qu'amiable compositeur ;
- la procédure participative.

### Arbitrage
L'arbitrage consiste en la création d'un tribunal ad hoc et privé, composé de juges arbitres désignés par les parties, aux fins de trancher un litige né ou à naître. Les parties peuvent recourir à l'arbitrage à tout moment, y compris lorsqu'une juridiction étatique a déjà été saisie du litige.

#### Convention d'arbitrage
Le tribunal arbitral est constitué par une convention d'arbitrage nécessairement écrite à peine de nullité. et précisant l'identité du ou des arbitres, ou leur mode de désignation, éventuellement par l'intermédiaire d'un règlement d'arbitrage. Cette convention d'arbitrage prend la forme :
- soit d'une clause compromissoire, stipulée dans un contrat existant, et selon laquelle les parties s'engagent par avance à soumettre les litiges nés ou à naître de ce contrat à un tribunal arbitral ;
- soit d'un compromis, qui est une convention entre les parties qui s'engagent à soumettre un litige né à un tribunal arbitral. Le compromis doit préciser l'objet du litige à peine de nullité[loi 213].

En présence d'une convention d'arbitrage, les juridictions étatiques sont incompétentes pour connaître du litige qui relève de cette convention. Elles retrouvent néanmoins la plénitude de leur compétence lorsque le tribunal arbitral n'est pas encore saisi et que la convention d'arbitrage est manifestement nulle ou inapplicable. Une partie peut également saisir une juridiction étatique pour obtenir une mesure d'instruction ou une mesure provisioire ou conservatoire.

#### Constitution du tribunal arbitral
Le tribunal arbitral est composé d'un ou plusieurs arbitres nécessairement en nombre impair, et qui sont nécessairement des personnes physiques jouissant du plein exercice de leur droit. Les parties désignent une personne chargée d'organiser l'arbitrage ainsi que les arbitres eux-mêmes, soit de manière consensuelle, soit par la rédaction d'un règlement d'arbitrage. Lorsque les parties sont en désaccord sur l'identité du ou des arbitres, leur désignation peut incomber suivant les cas à l'organisateur de l'arbitrage, aux deux arbitres qui ont déjà pu être désignés, ou à défaut à un juge d'appui au sein d'une juridiction étatique. Le tribunal est constitué et saisi du litige dès l'acceptation de leur mission par les arbitres.
Les tribunaux arbitraux sont soumis au principe d'impartialité et d'indépendance qui s'imposent à toutes les juridictions. Pour cette raison, les arbitres sont tenus de révéler toute circonstance susceptible d'affecter leur indépendance ou leur impartialité avant et après l'acceptation de leur mission. Les arbitres doivent poursuivre leur mission jusqu'à leur terme et ne peuvent être révoqués qu'avec le consentement unanime des parties. En cas de différend sur le maintien d'un arbitre, la contestation est tranchée par l'organisateur de l'arbitrage ou à défaut par le juge d'appui. La mission de juge d'appui est confiée par la loi au Président du Tribunal judiciaire, ou au Président du Tribunal de commerce si les parties le prévoient dans la convention d'arbitrage. Le juge d'appui est saisi et statue en la forme des référés, bien que son ordonnance soit en principe insusceptible de recours.

#### Instance arbitrale
Si la procédure d'arbitrage reste du ressort des parties et du tribunal arbitral, le Code de procédure civile impose aux le respect des principes directeurs du procès d'ordre public sur l'objet du litige, les fait, les preuves, le droit, la contradiction, la défense, la conciliation et les débats. Tant les parties que les arbitres sont soumis à un devoir de célérité, de loyauté et de confidentialité dans la conduite de la procédure. En outre, le tribunal arbitral est tenu de fixer la date du délibéré et les parties sont irrecevables à produire une demande, un moyen ou une pièce pendant le délibéré, sauf demande contraire du tribunal.
Le Tribunal arbitral est saisi conjointement par les parties ou par la partie la plus diligente. La convention d'arbitrage, ou à défaut le tribunal arbitral lui-même, définissent la durée de l'instance, les causes de suspension ou d'interruption de l'instance ou de sursis à statuer et les modalités de reprise de l'instance. Le régime légal de l'instance arbitrale est supplétif sur ces points. L'instance prend fin lorsque le tribual arbitral rend sa sentence ou lorsque le délai d'arbitrage est expiré.
Le tribunal arbitral est compétent pour statuer sur les contestations de son pouvoir juridictionnel, exécuter des actes d'instruction, procéder à des auditions, ou enjoindre à une partie de produire un élément de preuve. Il peut ordonner toute mesure ou conservatoire qu'il juge nécessaire aux parties, sous réserve du privilège des juridictions étatiques en matières de saisies conservatoires et de sûretés judiciaires. Le Président du Tribunal judiciaire reste compétent pour enjoindre aux tiers à la convention d'arbitrage de produire des actes authentiques ou sous seing privé dont une partie entend faire état.

#### Sentence arbitrale
La décision rendue par le tribunal arbitral à l'issue de son délibéré est appelée sentence. Elle est rendue à la majorité des voix et signée par tous les arbitres ou une majorité d'entre eux. Le tribunal doit statuer en droit sauf s'il est saisi d'une mission de statuer en amiable compositeur. Elle doit présenter succinctement les prétentions des parties et leurs moyens, et doit être motivée. Enfin, la sentence doit obligatoirement indiquer l'identité des parties, de leurs représentants ou de leurs avocats, l'identité des arbitres, la date et le lieu où elle a été rendue. Ces dispositions sont prescrites à peine de nullité de la sentence.
La sentence produit les mêmes effets que le jugement rendu par une juridiction étatique : elle dispose de l'autorité de chose jugée relativement au litige et aux parties, et peut être assortie de l'exécution provisoire. Elle dessaisit le tribunal arbitral de la contestation qu'elle tranche, lequel reste toutefois compétent pour interpréter sa sentence, rectifier des erreurs ou des omissions ou trancher un point sur lequel il a omis de statuer.
Pour conférer une force exécutoire à la sentence rendue, les parties doivent se notifier la sentence par voie de signification ou par tout autre moyen qu'ils conviennent et saisir le Tribunal judiciaire d'une demande d'exequatur. Le juge saisi rend une ordonnance d'exequatur, obligatoirement motivée en cas de refus, au terme d'une procédure non contradictoire. L'ordonnance rendue est insusceptible de recours lorsqu'elle accorde l'exequatur, mais peut être contestée en appel dans le mois suivant sa signification en cas de refus de l'accorder. L'exequatur est apposé sur l'original ou une copie de la sentence.

#### Voies de recours
Les voies de recours contre une sentence arbitrale sont moins nombreuses que celles ouvertes pour le jugement d'une juridiction étatique.
Le Code de procédure civile précise que la sentence arbitrale n'est pas susceptible d'opposition ni de pourvoi en cassation. Seule une sentence arbitrale obtenue par la fraude est susceptible d'un recours en révision dans les conditions de droit commun, ce recours devant être porté devant le tribunal arbitral qui a rendu la sentence, ou en cas d'impossibilité devant la Cour d'appel qui aurait été normalement compétente.
Dans tous les cas et nonobstant toute stipulation contraire, la sentence peut faire l'objet d'un recours en annulation dans les seuls cas prévus par la loi, à moins que les parties n'aient convenu d'ouvrir la voie de l'appel. Le recours en annulation ou l'appel doivent être exercés dans le mois suivant la notification de la sentence aux parties à peine d'irrecevabilité. Ces voies de recours sont suspensives, sauf en cas d'exécution provisoire, et doivent être portées devant la Cour d'appel compétente qui statue en droit ou en tant qu'amiable compositeur, en deuxième instance (en fait et en droit) et dans la limite de la mission initialement confiée aux arbitres, et suivant la procédure en vigueur en appel et en matière contentieuse.